# حجاج العجمي
حجاج فهد حجاج العجمي مواليد (1987-) داعية إسلامي كويتي وناشط اجتماعي.

## إتهامات
تم إدراجه في القائمة المشتركة للدول العربية المقاطعة لقطر ضمن قائمة «الإرهابيين» التي ترعاهم قطر بزعم دول المقاطعة.
وإتهمته الحكومة الأمريكية والأمم المتحدة بدعم جبهة النصرة التابعة لتنظيم القاعدة في سوريا واتُهم أيضًا بدعمه للمشاركين في الحرب الأهلية السورية، فيما أنكر حجاج التُهم الموجهة له وصرح؛ «لم أكن يومًا من داعمي الإرهاب ولست مع «داعش» ولا أرتضي منهجها».